# Chizuru Arai
Chizuru Arai (japonès: 新井千鶴)  (prefectura de Saitama, 1 de novembre de 1993) és una judoka retirada japonesa, que competia en la categoria de pes mitjà (-70 Kg). Va participar en 1 Olimpíada, guanyant la medalla d'or en la prova individual de -70Kg i la medalla de plata en la prova d'equips mixt, en els Jocs Olímpics de Tòquio 2020. A més, també va guanyar 2 medalles d'or en els Campionats del Món i 1 medalla d'or en els Jocs Asiàtics.
Dos mesos després de guanyar la medalla d'or als Jocs Olímpics, va anunciar la seva retirada, assegurant que volia continuar amb la seva vida professional com a entrenadora de Judo.

## Trajectòria professional
| Jocs Olímpics     | Jocs Olímpics | Jocs Olímpics | Jocs Olímpics |
| Any               | Seu           | Posició       | Categoria     |
| ----------------- | ------------- | ------------- | ------------- |
| 2020              | Tòquio        | 1             | -70 Kg        |
| 2020              | Tòquio        | 2             | Equips mixt   |
| Campionat del Món |               |               |               |
| 2015              | Astanà        | 5a posició    | -70 Kg        |
| 2017              | Budapest      | 1             | -70 Kg        |
| 2018              | Bakú          | 1             | -70 Kg        |
| 2019              | Tòquio        | 1/8 de final  | -70 Kg        |